# James Elton
James Frederic Elton (Inglaterra, 3 de agosto de 1840 - Useke, Tanzania, 19 de diciembre de 1877) fue un administrador colonial, abolicionista y explorador británico.

## Biografía
Fue el segundo hijo Roberts William Elton, oficial del Ejército de Bengala, y de Ashley Holder. En 1857, estalló el Motín Indio y Elton se unió al ejército participando en las expediciones de socorro a Delhi y Lucknow. En 1860, se ofreció como voluntario para servir en China y estuvo presente en la toma de Pekín y otras batallas de la segunda guerra del opio. Dejó el servicio británico y, en 1866, se unió al Estado Mayor del ejército francés en México durante el reinado del emperador Maximiliano. 
En 1868, Elton se instaló en la Colonia de Natal y se dedicó a viajar por la región hasta 1870, cuando emprendió un largo viaje de exploración desde el distrito aurífero del Tati hasta la desembocadura del río Limpopo. La narración de su viajef con los mapas que preparó, fue publicada por la Royal Geographical Society. En 1871, Elton fue enviado a informar sobre los yacimientos de oro y diamantes del territorio, y también participó en una misión diplomática para resolver diferencias con las autoridades portuguesas.
En 1872, fue nombrado agente del gobierno en la frontera zulú. Tras unos meses, regresó a Natal para recuperarse de un ataque de fiebre. Durante su estancia en Natal, protegió a los trabajadores nativos inmigrantes y se convirtió en miembro de los consejos ejecutivo y legislativo. En 1873, Elton fue nombrado agente político adjunto y vicecónsul en Zanzíbar, con el fin de ayudar a John Kirk en la lucha contra la trata de esclavos en África Oriental. Realizó un viaje por la costa entre Dar-es-Salam y Kilwa, cuyo relato fue también publicado, con un mapa proporcionado por él, por la Royal Geographical Society. 
En marzo de 1875, Elton fue ascendido a cónsul británico con residencia en Mozambique, entonces territorio portugués. Participó en varias expediciones para reprimir la trata de esclavos, durante las cuales realizó viajes por tierra hacia el sur, hasta la bahía de Maputo, y por el océano Índico navegó hasta las islas Seychelles y Madagascar. 
A principios de 1877, partió de Mozambique en una expedición al oeste y noroeste, adentrándose en el corazón del territorio makua, regresando a la costa en la bahía de Memba, en el norte de costa mozambiqueña. Desde allí, se dirigió hacia el norte en un viaje de seiscientos cincuenta kilómetros a pie para luego descender de nuevo hasta la isla de Ibo. Elton habló muy positivamente del pueblo makua, describiéndolo como «amable», «inteligente», «decente», «digno de confianza» y «muy respetable». También escribió que le preocupaba que fueran vulnerables a los ataques de los traficantes vinculados con la trata de esclavos en el océano Índico. Propuso que el Imperio Británico debía usar su poderío militar para combatir a los traficantes de esclavos árabes en la región. 
Elton también visitó todas las islas Quirimbas y exploró la costa oriental africana hasta el límite del territorio continental de Zanzíbar, lo que le llevó tres meses. En julio de 1877, partió de Mozambique rumbo al río Zambeze con la intención de visitar las misiones británicas en el lago Malaui, explorar el lago y visitar a varios jefes relacionados con la trata de esclavos. Su misión ante los jefes y la circunnavegación del lago se cumplieron con éxito, pero luego tuvieron muchos problemas y privaciones debido a las guerras locales, tuvieron que desviarse de la ruta prevista y Elton acabó falleciendo debido a la malaria en las llanuras de Usekhe. 

## Obras
En 1867, Elton publicó la narración de su estancia en México con el título de With the French in Mexico [Con los franceses en México]. Sus diarios fueron editados y completados por H. B. Cotterill bajo el título de Travels and Researches among the Lakes and Mountains of Eastern and Central Africa.... With maps and illustrations [Viajes e investigaciones entre los lagos y montañas de África oriental y central... Con mapas e ilustraciones]. Estos diarios se publicaron en 1879, dos años después de su fallecimiento.